# Gander (Terre-Neuve-et-Labrador)
Gander est une municipalité canadienne située dans le Nord-Est de l'île de Terre-Neuve dans la province de Terre-Neuve-et-Labrador, à environ 40 km au sud de Gander Bay, à un peu moins de 100 kilomètres de la ville de Twillingate et 90 kilomètres à l'est de Grand Falls-Windsor.
Située sur la côte nord-est du lac de Gander, la ville comptait, en 2006, une population de 9 951 habitants. Le territoire de la ville abrite l'aéroport international de Gander, ancienne escale importante pour le ravitaillement des vols transatlantiques et abrite encore une base aérienne militaire, ainsi qu'un centre de contrôle aérien, rattaché au Centre de contrôle océanique de Gander.
L'activité de la ville est très liée à cet aéroport qui fut créé dans les années 1930. De nombreuses rues de la ville portent d'ailleurs des noms d'aviateurs.

## Histoire
Lorsque les États-Unis ont fermé leur espace aérien dans la foulée des attentats du 11 septembre 2001, dans le cadre de l'opération Ruban jaune, l'aéroport international de Gander a accueilli 38 avions et a hébergé et nourri près de 6 700 évacués pendant plusieurs jours,,. Un livre, The Day the World Came to Town (en) (2003), a été édité à ce sujet, ainsi qu'un téléfilm de fiction Diverted (en) (2009) et une comédie musicale Come from Away (2013).

## Climat
| Mois                                  | jan.       | fév.       | mars       | avril      | mai       | juin      | jui.      | août      | sep.      | oct.      | nov.       | déc.       | année          |
| ------------------------------------- | ---------- | ---------- | ---------- | ---------- | --------- | --------- | --------- | --------- | --------- | --------- | ---------- | ---------- | -------------- |
| Température minimale moyenne (°C)     | −11        | −11,3      | −8         | −2,5       | 1,9       | 6,1       | 11        | 11,3      | 7,4       | 2,5       | −1,9       | −6,9       | −0,1           |
| Température moyenne (°C)              | −7,1       | −7,1       | −3,9       | 1,6        | 7         | 11,6      | 16,3      | 16,2      | 11,9      | 6,3       | 1,4        | −3,5       | 4,2            |
| Température maximale moyenne (°C)     | −3,1       | −2,9       | 0,2        | 5,6        | 12        | 17,1      | 21,6      | 21,1      | 16,4      | 9,9       | 4,7        | −0,1       | 8,6            |
| Record de froid (°C) date du record   | −27,2 1957 | −31,1 1975 | −28,8 1986 | −17,6 1994 | −8,9 1962 | −2,8 1970 | 0,6 1974  | −1,1 1937 | −1,7 1972 | −7,2 1986 | −15,7 1993 | −26,1 1972 | −31,1 4/2/1975 |
| Record de chaleur (°C) date du record | 14,2 2006  | 13,4 1996  | 18,1 1999  | 22,6 1986  | 31 2012   | 32,8 1949 | 35,6 1952 | 33,3 1976 | 29,1 2003 | 24,7 2010 | 20,6 1967  | 15,2 2008  | 35,6 8/7/1952  |
| Ensoleillement (h)                    | 93,7       | 105,4      | 117,2      | 130,5      | 163,2     | 183,7     | 218,7     | 208,1     | 148,5     | 110,4     | 72,6       | 72,4       | 1 624,2        |
| Précipitations (mm)                   | 111,9      | 104,6      | 112,6      | 94,8       | 89,8      | 88,3      | 95,4      | 104,2     | 114,8     | 114,1     | 113        | 126,7      | 1 270,2        |
| dont neige (cm)                       | 95,8       | 84,3       | 85,9       | 42,2       | 10,7      | 2         | 0         | 0         | 0         | 11,2      | 37,3       | 82,4       | 451,9          |
| Nombre de jours avec précipitations   | 20,5       | 18,4       | 19,6       | 17,6       | 18,4      | 16,8      | 17,1      | 15,8      | 16,8      | 20,1      | 20,2       | 21,9       | 223,2          |
| Humidité relative (%)                 | 73,1       | 69,6       | 67,7       | 66,2       | 63,4      | 62,9      | 62,6      | 62,5      | 66        | 71,4      | 76         | 79         | 68,4           |
| Nombre de jours avec neige            | 18,8       | 16,2       | 15,9       | 10,6       | 4,3       | 0,4       | 0         | 0         | 0,1       | 4         | 11         | 17,8       | 99,2           |

| Diagramme climatique                                  |                |            |             |           |             |            |               |              |             |            |               |
| J                                                     | F              | M          | A           | M         | J           | J          | A             | S            | O           | N          | D             |
| −3,1−11111,9                                          | −2,9−11,3104,6 | 0,2−8112,6 | 5,6−2,594,8 | 121,989,8 | 17,16,188,3 | 21,61195,4 | 21,111,3104,2 | 16,47,4114,8 | 9,92,5114,1 | 4,7−1,9113 | −0,1−6,9126,7 |
| Moyennes : • Temp. maxi et mini °C • Précipitation mm |                |            |             |           |             |            |               |              |             |            |               |

## Démographie
| 2001  | 2006  | 2011   | 2016   |
| ----- | ----- | ------ | ------ |
| 9 651 | 9 951 | 11 054 | 11 688 |

## Personnalités nées à Gander
- Michael Matthews (né en 1950), compositeur et photographe.
- Sara Canning (née en 1987), actrice de télévision.